# Gyz La Rivière

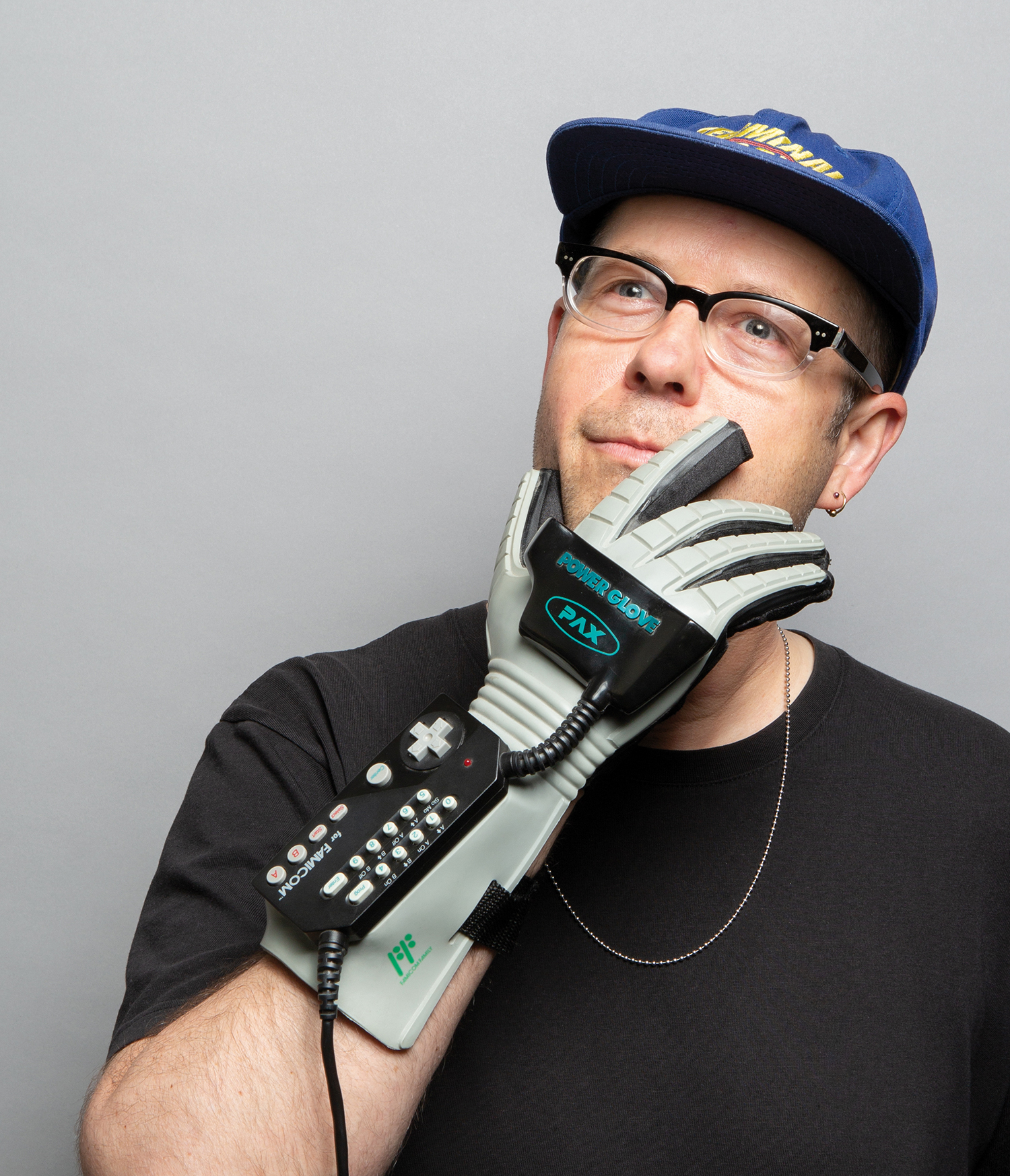
De Kunstenaar Gyz La Rivière

Gyz La Rivière (Rotterdam, 1976) is een Nederlands beeldend kunstenaar. Hij was de winnaar van de Dolf Henkesprijs in 2012 en winnaar van de Lof der Zotheidspeld in 2011. In 2002 won hij de WdKA-Maaskantprijs voor beeldende kunst.
La Rivière groeide op in Rotterdam. De kunstenaar is naar eigen zeggen 'getrouwd' met de stad waarmee hij zich kritisch verhoudt. Vanaf 1996 studeerde hij modevormgeving aan de Willem de Kooning Academie, hij studeert af in 2000 als eerste modestudent zonder kledingcollectie. In Nighttown werkte hij als vj. Tussen 2015 en 2017 had hij een wekelijkse column in het AD/Rotterdams Dagblad
Veel van zijn werk komt voort uit de relatie met de stad waarin hij woont en werkt. Naast zijn werk als beeldend kunstenaar is hij bekend als filmmaker, performer en schrijver. Zijn films zijn door verschillende internationale festivals geselecteerd, zoals het IFFR en het AFFR. De kunstenaar combineert films, installaties, grafisch werk, videokunst, neonwerken, publicaties, performances en readymades. Het werk van La Rivère heeft humor en gaat over 'tijd' en de daarmee gepaard gaande veranderende (stedelijke) samenleving. Zijn projecten zijn vaak zeer omvangrijk waarbij zijn onderzoek en verzamelwoede veelal drijvende krachten zijn. La Rivière exposeerde onder meer in TENT, Cokkie Snoei, Joey Ramone, De Vleeshal, MAMA, Roodkapje, Kunstraum Niederösterreich, Kunsthal en op vele andere locaties. Zijn werk is opgenomen in diverse collecties: Museum Voorlinden, Museum Rotterdam, Hogeschool Rotterdam en diverse particuliere collecties.
In 2021 bracht La Rivière het fotoboek Home Video uit, waarin vrijwel alle videotheken uit Rotterdam en directe omgeving aan bod komen. Het boek ging vergezeld van een tentoonstelling over videobanden. Een jaar later verscheen Het telefooncellenboek van Rotterdam, over de uit het straatbeeld verdwenen telefooncel.

## Filmografie
- 2025: Videotheek Marco
- 2023: Malin TV
- 2020: New Neapolis
- 2013: Rotterdam 2040
- 2009: 12, a film about the Fret Click